# Óriásfoltú aranybagoly
Az óriásfoltú aranybagoly (Thysanoplusia orichalcea) a bagolylepkefélék családjába tartozó, Dél-Európában, Afrikában, Dél- és Délkelet-Ázsiában, Ausztráliában honos lepkefaj. 

## Megjelenése
Az óriásfoltú aranybagoly szárnyfesztávolsága 30-34 mm. Elülső szárnyának alapszíne vörösbarna vagy sötétbarna. A szárny szélén (a szegély kivételével) és középterének közepén nagy, vastag L-alakú, aranysárga folt található, amely a szárny területének kb. felét teszi ki. Ennek külső részén alig látható, cakkos keresztvonal halad át. A rojt barnás. Hátulsó szárnya fényes, világos bronzbarna, a szegély felé sötétebb. Elülső szárnyának fonákja sötét sárgásszürke, sötétebb, elmosódó, megtörő keresztvonallal. A hátulsó szárny fonákja tompasárga, a külső keresztvonal finom, nagyon homályos, a középső holdfolt jól látható.
Változékonya nem számottevő. 
Hernyója sárgászöld vagy élénkzöld, szelvényhatárain világosabb. Oldalain egy-egy fehér vonal fut, légzőnyílásai fehérek, keretük fekete. Feje zöld, oldalain egy-egy fekete sáv látható. Bábja halványsárga, felső része barnásvörös. 

### Hasonló fajok
A sötétebb és kisebb szárnyfolttal rendelkező nagyfoltú aranybagoly hasonlít hozzá.

## Elterjedése
Dél-Európában, Kelet- és Dél-Afrikában, Indiában, Délkelet-Ázsiában és Ausztráliában honos. Trópusi-mediterrán faj, kóbor egyedei néha Németországig, sőt Angliáig is eljutnak. Magyarországon eddig egyszer (2019-ben Szakályon) észlelték egy példányát. 

## Életmódja
Bozótosok, szurdokok, kertek lakója. 
A trópusi-szubtrópusi területeken évente több nemzedéke felnő, a generációk folyamatosan követik egymást. Hernyói polifágok, többféle lágyszárú növény leveleit fogyasztják. A kifejlett hernyó napközben többnyire a tápnövény tövében rejtőzik.

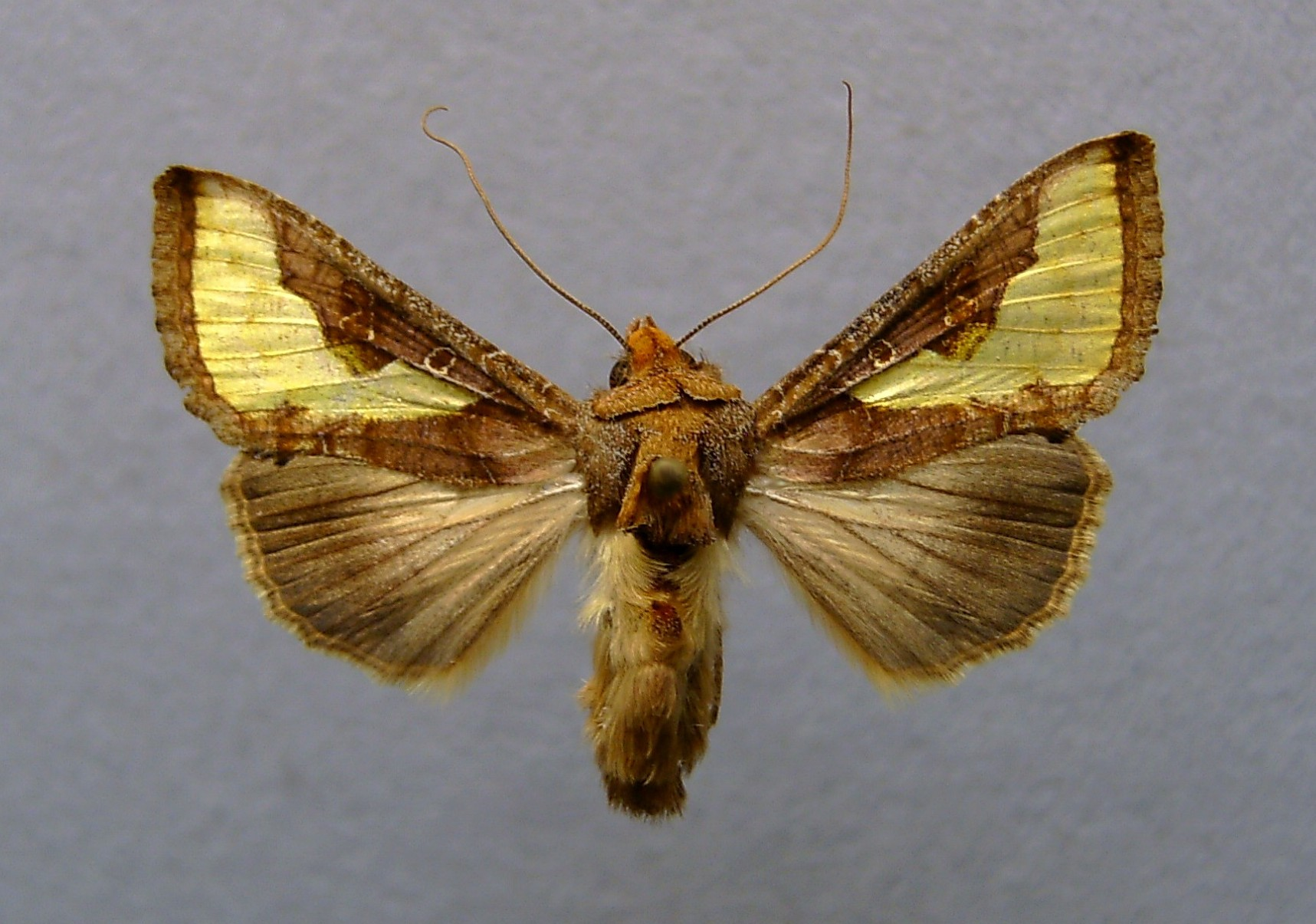
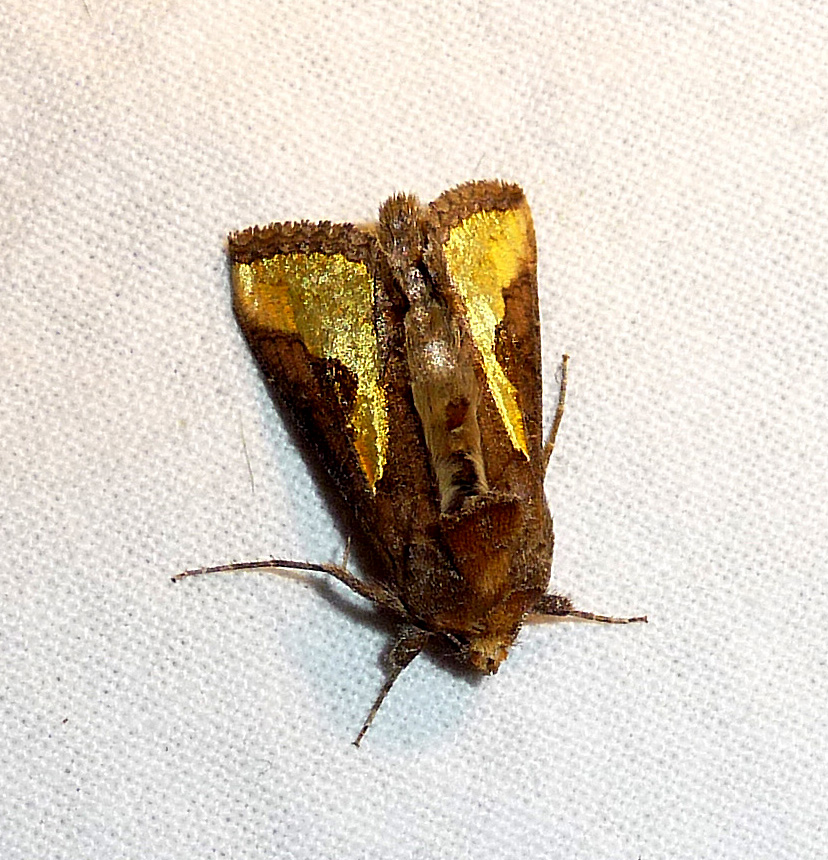
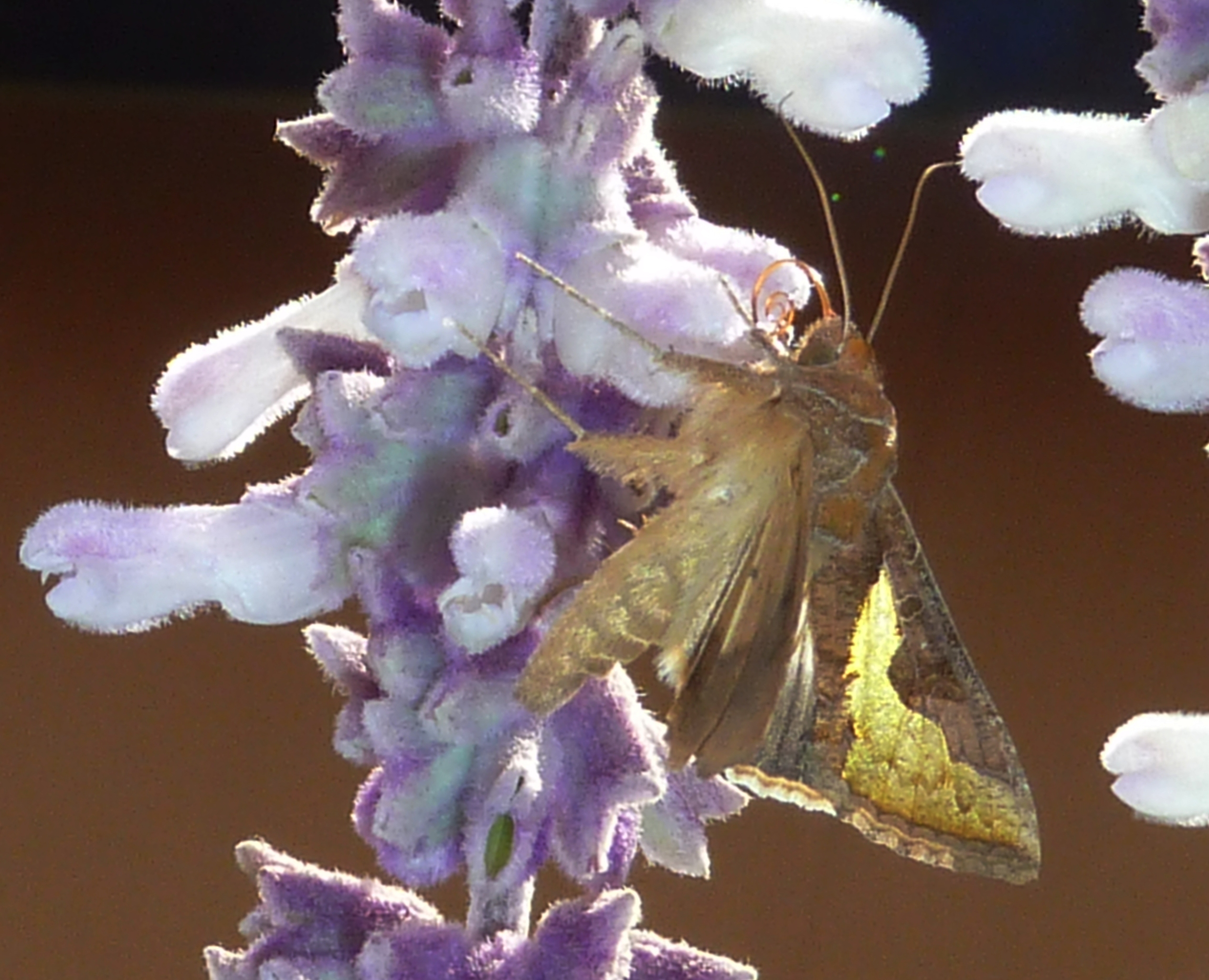
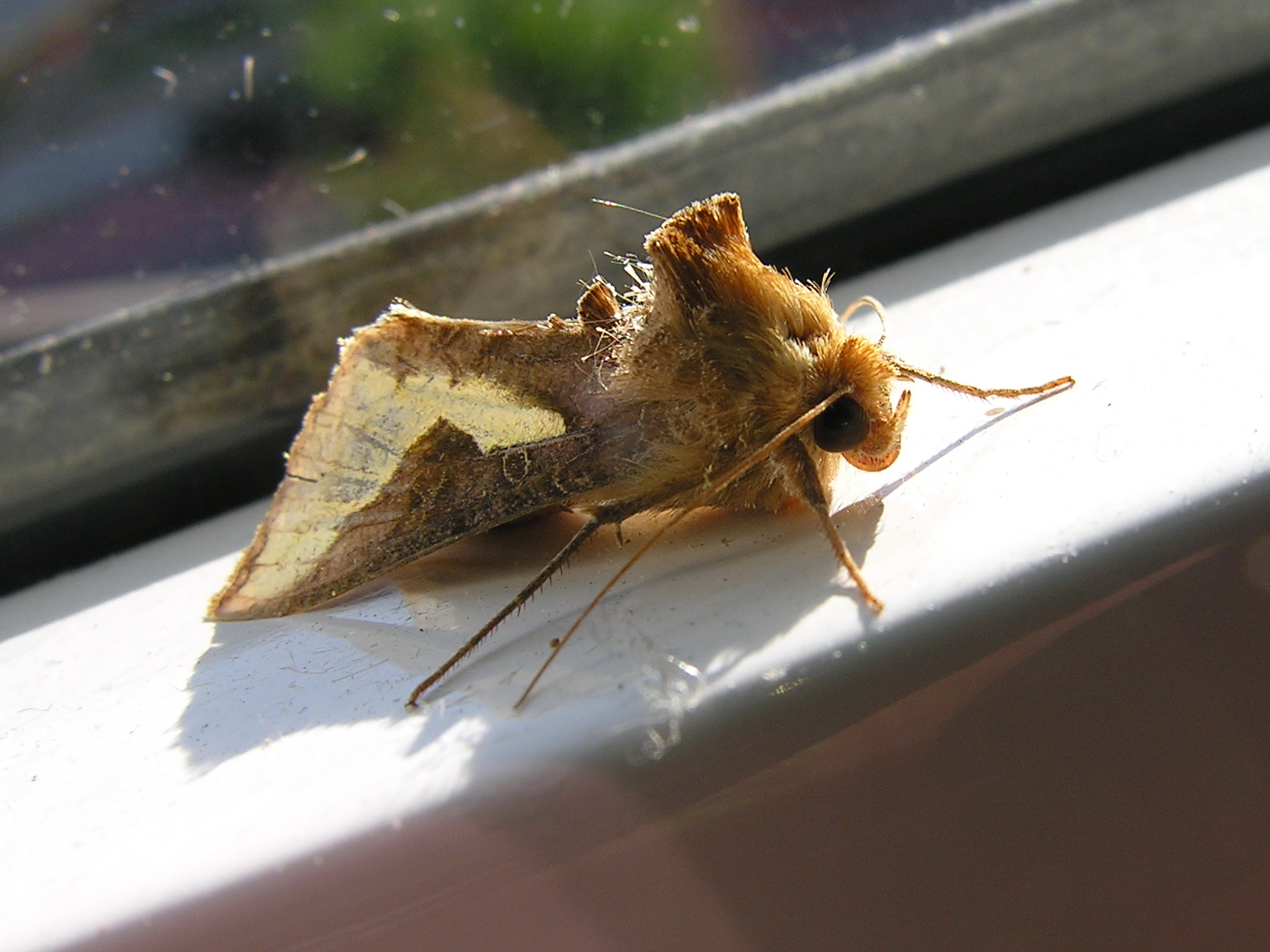
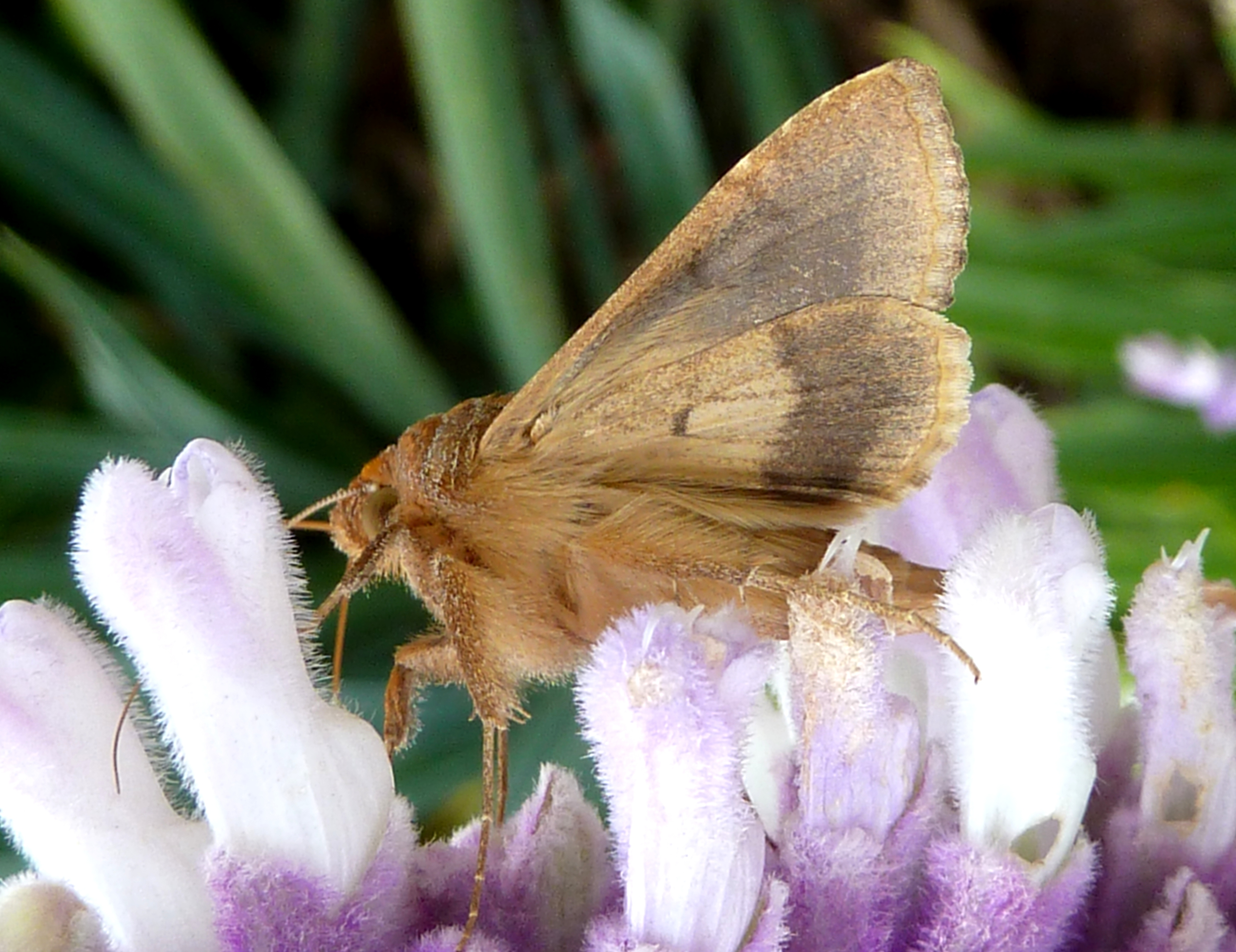